# Sound Affects
Sound Affects é o quinto álbum de estúdio do grupo The Jam, foi lançado em 1980. Nele está o mais famoso single do The Jam, a música "That's Entertainment".
Tematicamente, Paul Weller explorou um caminho mais indireto, deixando para trás (em grande parte) as letras com histórias narrativas em favor de relações mais abstratas de espiritualidade e percepção - a abordagem decorrentes de suas leituras recentes de William Blake e Percy Bysshe Shelley (que foi citado na capa) mas, mais especificamente, Geoffrey de Monmouth, cuja obras "Camelot" e "Vision of Albion" trazem uma forte impressão.
Musicalmente, também é notória a influencia do álbum Revolver dos Beatles como uma fonte primária (a linha de baixo de "Start!", que vem diretamente de Taxman, é a ocorrência mais óbvio), incorporando sons ímpares e ocasionais e vocal com efeitos de eco, o que implicava psicodelia sem sucumbir a seus excessos.

## Faixas
1. "Pretty Green"
2. "Monday"
3. "But I'm Different Now"
4. "Set the House Ablaze"
5. "Start!"
6. "That's Entertainment"
7. "Dream Time"
8. "Man in the Corner Shop"
9. "Music for the Last Couple" (Rick Buckler, Bruce Foxton, Paul Weller)
10. "Boy About Town"
11. "Scrape Away"